# Niemijärvi (sjö i Multia, Mellersta Finland)
Niemijärvi är en sjö i kommunen Multia i landskapet Mellersta Finland i Finland. Sjön ligger 209,6 meter över havet. Arean är 57 hektar och strandlinjen är 5,39 kilometer lång. Sjön  ingår i Kumo älvs huvudavrinningsområde.   Den ligger omkring 75 kilometer nordväst om Jyväskylä och omkring 280 kilometer norr om Helsingfors. 